# Tesla, Inc.
Tesla (anteriormente Tesla Motors) é uma empresa automotiva e de armazenamento de energia norte americana que desenvolve, produz e vende automóveis elétricos de alto desempenho, componentes para motores e transmissões para veículos elétricos e produtos à base de baterias. Foi fundada em 2003 pelos engenheiros Martin Eberhard e Marc Tarpenning em San Carlos, Califórnia. O seu nome é uma homenagem ao inventor e engenheiro eletricista Nikola Tesla.
A Tesla ganhou ampla atenção após a sua produção do Tesla Roadster, o primeiro carro desportivo totalmente elétrico. O segundo veículo da empresa é o Model S, um sedã de luxo totalmente elétrico. Os seus dois próximos veículos foram os Model X e Model 3, respectivamente. Este último, assim como o crossover Model Y, lançado em 2020, obteve grande sucesso de vendas, totalizando quase 1 milhão de unidades comercializadas em 2021, destacando-se no mercado europeu, onde pela primeira vez o veículo mais vendido foi elétrico, o Tesla Model 3.
No primeiro trimestre de 2013, a Tesla registrou lucro pela primeira vez na sua história. Em 2016, a marca estreou no ranking das 10 marcas automotivas mais valiosas do mundo, com um valor de marca estimado em 4,436 bilhões de dólares.
A empresa também comercializa componentes elétricos, como baterias de lítio-íon para construtoras, incluindo Daimler e Toyota. O CEO da Tesla, Elon Musk, disse que a empresa, como um fabricante de automóveis independente, tem como objectivo oferecer carros elétricos a preços acessíveis para o consumidor de classe média.

## História
A Tesla (na altura Tesla Motors) foi fundada em 2003 por Martin Eberhard e Marc Tarpenning, que financiou a empresa até à rodada Série A de investimento. Ambos desempenharam papéis ativos na empresa antes do envolvimento de Elon Musk. Foi Musk que liderou a Série A rodada de investimento, juntando-se assim em Fevereiro de 2004 ao Conselho de Administração da Tesla como seu presidente. O principal objetivo da Tesla era comercializar veículos elétricos, começando desta forma por um carro desportivo premium destinado aos seus primeiros utilizadores, e em seguida, passar o mais rapidamente possível para veículos mais tradicionais, como por exemplo sedans e compactos acessíveis.
Em outubro de 2016, a Tesla anunciou que todos os carros que estava a produzir – o Model S, Model X e o novo Model 3, que foi lançado em meados de 2017 – teriam o hardware necessário para que o condutor não tenha de tocar no volante. Os modelos têm oito câmaras com visibilidade 360º a uma distância de até 250 metros à volta do carro e doze sensores ultra sônicos atualizados para "complementar a visão", permitindo que o novo sistema detecte objetos duros e moles ao dobro da distância do sistema anterior. Na frente, um radar com capacidades avançadas de processamento fornecerá dados adicionais sobre o que rodeia o automóvel numa frequência redundante, capaz de alimentar o sistema com informação visual mesmo que esteja a chover, faça nevoeiro ou haja poeira no ar.
A Tesla tem fábricas ("Gigafactory") em Buffalo, Nova Iorque (Giga New York); Storey County, Nevada (Giga Nevada); Austin, Texas (Giga Texas); Grünheide, Brandemburgo (Giga Berlin) e Xangai (Giga Shanghai). A empresa também conta com fábricas de peças, componentes e acessórios em Lathrop, Markham, Xangai, Richmond Hill, Elgin, Brooklyn Park, Neuwied, Neutraubling, Prüm, Fremont, Tilburgo e Grand Rapids. Em 2019, foi anunciado que abriria uma fábrica nos arredores de Berlim, a obra ficou pronta em 2021 e após uma série de atrasos começou a operar em março de 2022.

### COVID-19
Os governos em todo o mundo pediram às montadoras e empresas aeroespaciais que ajudem a adquirir ou fabricar ventiladores e outros equipamentos médicos em meio ao crescente número de infecções pelo coronavírus. Em resposta a uma ligação do governo, os inovadores engenheiros automotivos da Tesla introduziram, em abril de 2020, uma máquina de respiração feita principalmente com peças de automóveis para ajudar hospitais a tratar pacientes com COVID-19.

## Valor de mercado
Em outubro de 2019, a Tesla ultrapassou a General Motors em valor de mercado e tornou-se a montadora mais valiosa dos EUA. Em janeiro de 2020, a Tesla superou pela primeira vez os US$100 bilhões em valor de mercado. Assim, a Tesla superou o valor de mercado somados da Ford e da General Motors, embora tenha patamar de vendas bem inferior ao das duas empresas.
Para a revista The Economist, a valorização da Tesla deve-se ao fato de a empresa deter o mais avançado domínio da tecnologia de carros elétricos e a expectativa que, nos próximos anos, essa tecnologia possa se tornar o padrão na Indústria automobilística. Conforme o jornal NYT, a valorização da Tesla em 2020 levou ao debate entre investidores e analistas sobre se a empresa é uma bolha especulativa. Análises otimistas enxergam que a Tesla pode ser o iPhone do mundo dos carros elétricos.

## Produtos e serviços automotivos

### Automóveis

#### Tesla Roadster

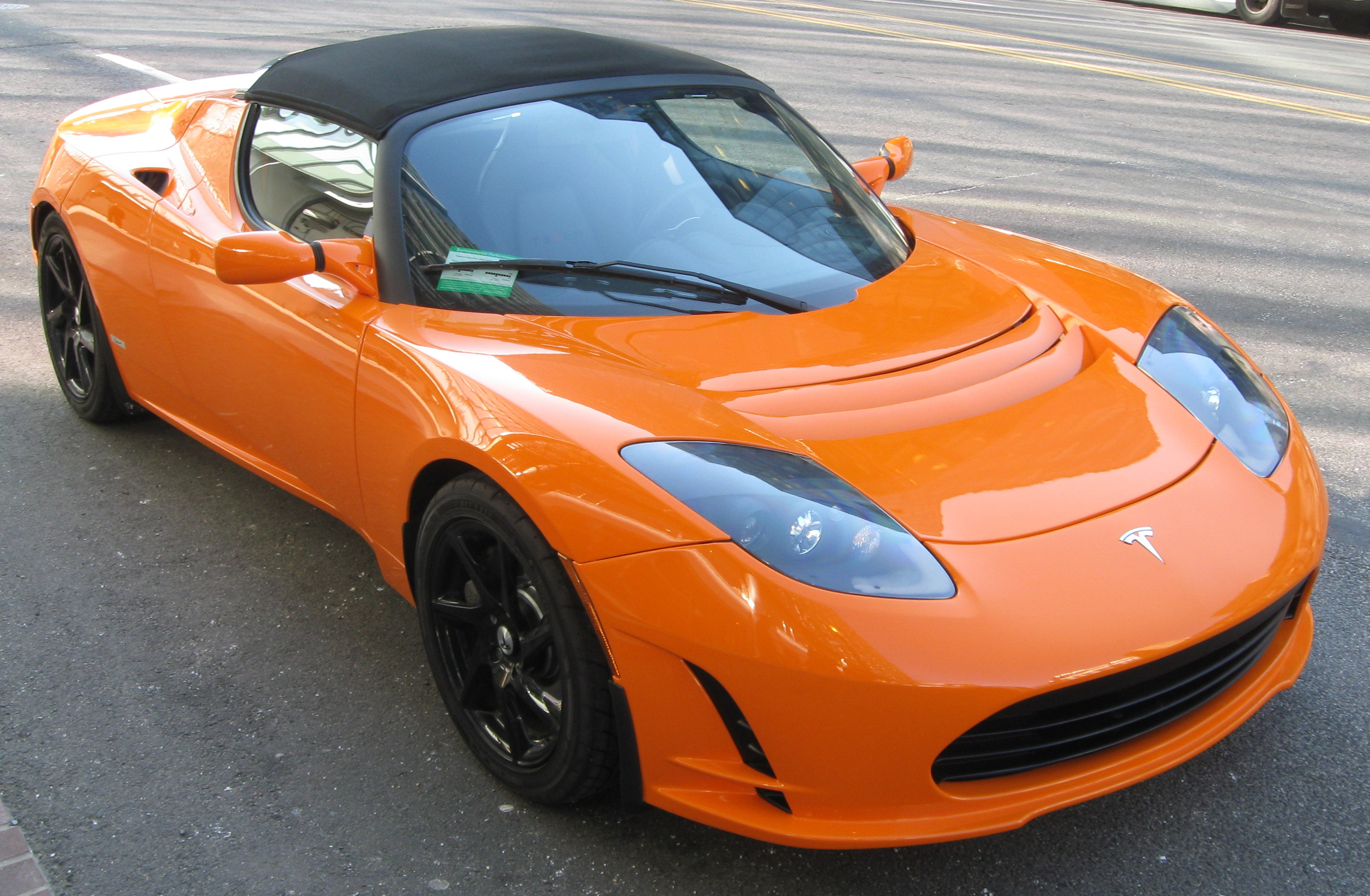
Tesla Roadster

O Tesla Roadster foi um carro elétrico do tipo esportivo, o primeiro produzido pela Tesla, tendo sua produção começada em 2008 e descontinuada no final de 2011. O carro pode andar 350 km num único carregamento total das baterias e acelera de 0 a 100 km/h em 3,9 segundos. O consumo energético do carro é de 133 W·h/km (4,7 mi/kW·h), equivalente a 135 mpg-US (1,74 L/100 km; 162,1 mpg-imp). O carro foi oficialmente revelado ao público em 19 de julho de 2006 em Santa Mónica, Califórnia, num evento para apenas 350 pessoas convidadas no Barker Hangar no Aeroporto de Santa Mónica.[carece de fontes?]

#### Tesla Model S

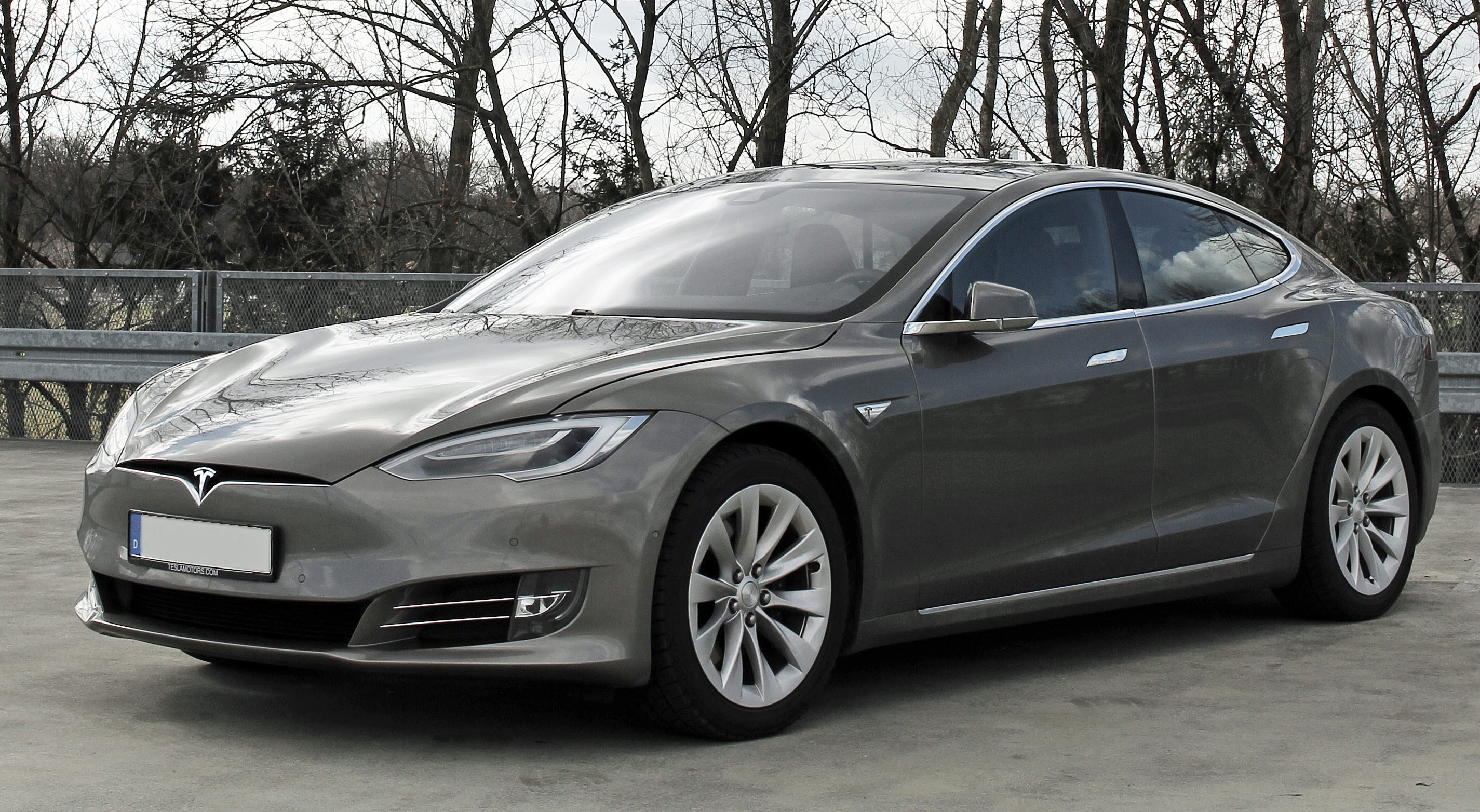
Tesla Model S

O Model S é um sedan esportivo elétrico produzido pela Tesla e foi lançado nos Estados Unidos em junho de 2012. Segundo a agência EPA, o carro elétrico pode andar 426 km (265 milhas) num único carregamento de seu pack de bateria de 85 kW/h, atingindo assim a maior autonomia de qualquer carro elétrico disponível no mundo. O modelo foi apresentado oficialmente pela Tesla em Hawthorne, California, a 26 de março de 2009. Com a última actualização, passou a ser o carro mais rápido do mundo com uma aceleração dos 0 aos 100 km/s de 2,4 segundos.

#### Tesla Model X

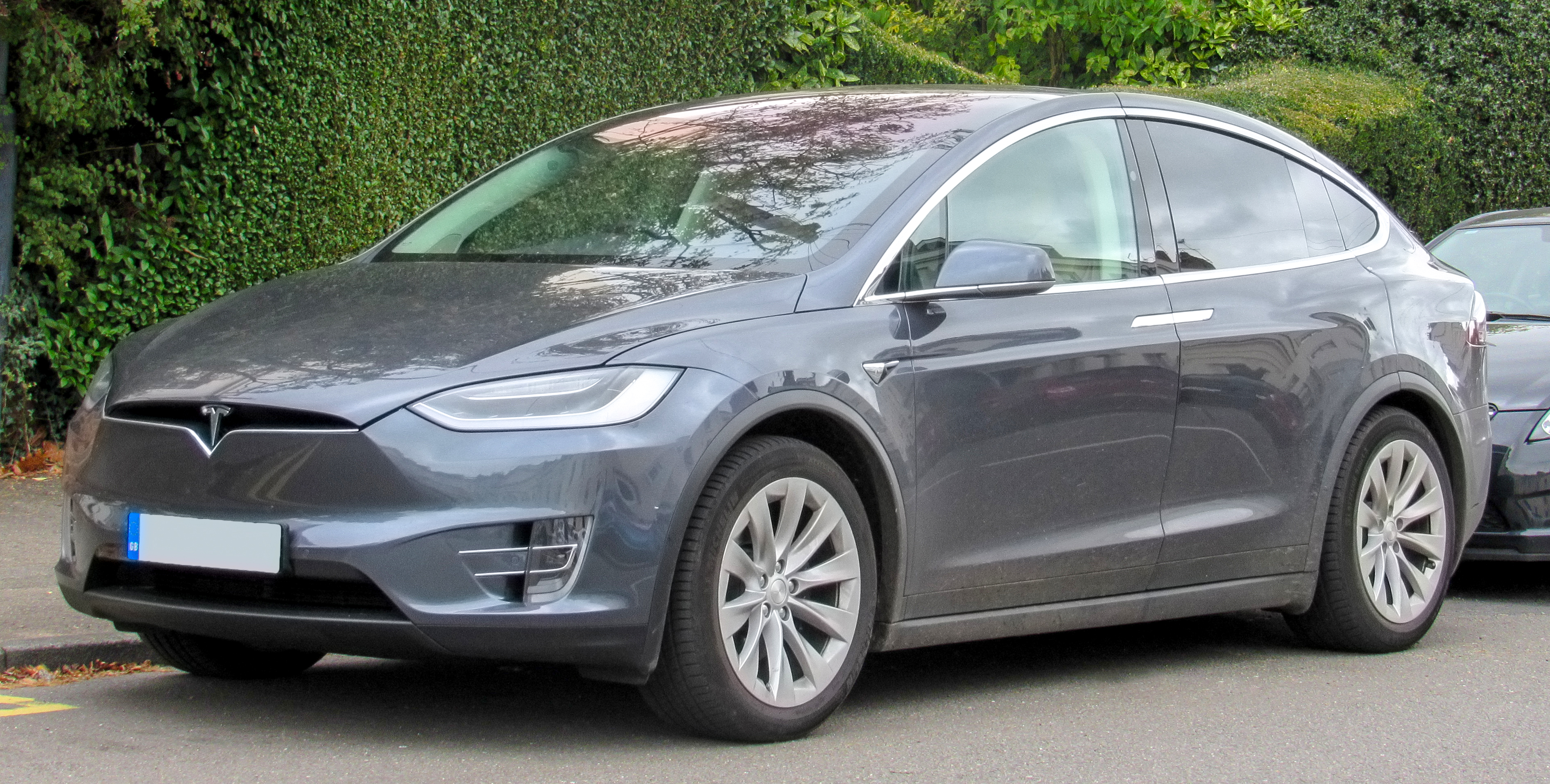
Apresentação da versão de produção do Model X

O Tesla Model X é o primeiro SUV da Tesla. O carro foi apresentado em 2012, mas só em setembro de 2015 é que começou a ser produzido. Em novembro de 2013, a Tesla confirmou que as entregas do Model X, começaria com pequenas quantidades no final de 2014, com a produção de alto volume prevista para o segundo trimestre de 2015. Em novembro de 2014 a Tesla adia o início das entregas, anunciando então o início das entregas do Model X para o terceiro trimestre de 2015.[carece de fontes?]

#### Tesla Model 3

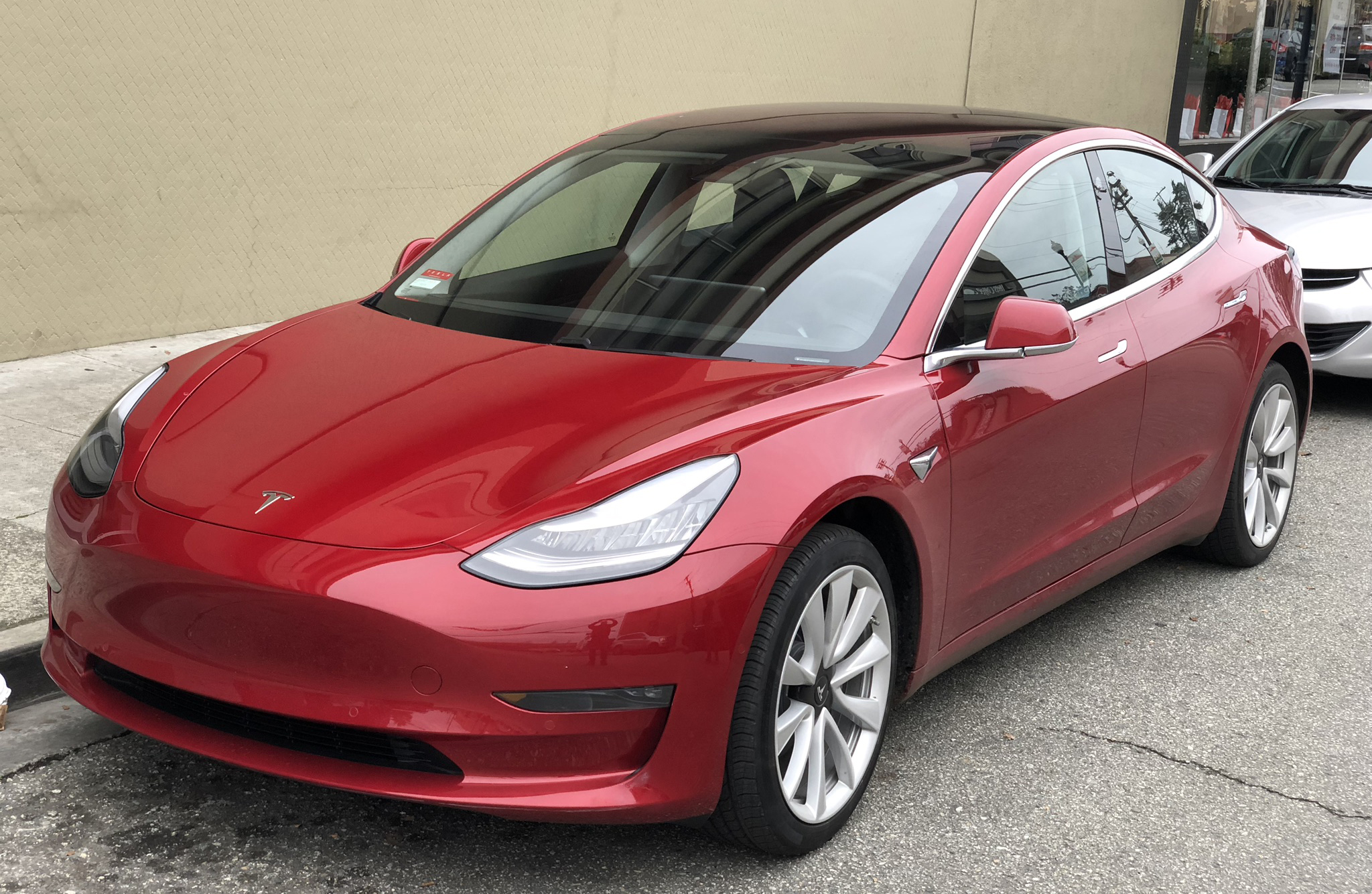
Tesla Model 3

Chegou a chamar-se Tesla Model E, porém depois de uma disputa com a Ford pelo nome acabou por se chamar Tesla Model 3. O Model 3 foi revelado no dia 31 de março de 2016, num evento organizado pela Tesla em Hawthorne, Califórnia. A sua produção estava prevista para o fim de 2017, e só em 2020 estaria disponível para aquisição. Entretanto, no primeiro trimestre de 2017 a empresa conseguiu dobrar a sua receita devido ao sucesso de vendas dos modelos X e S. Sendo assim, a companhia reiterou o lançamento de seu novo Model 3 para o final deste ano e sua produção inicial deve começar em julho.[carece de fontes?]

#### Tesla Model Y

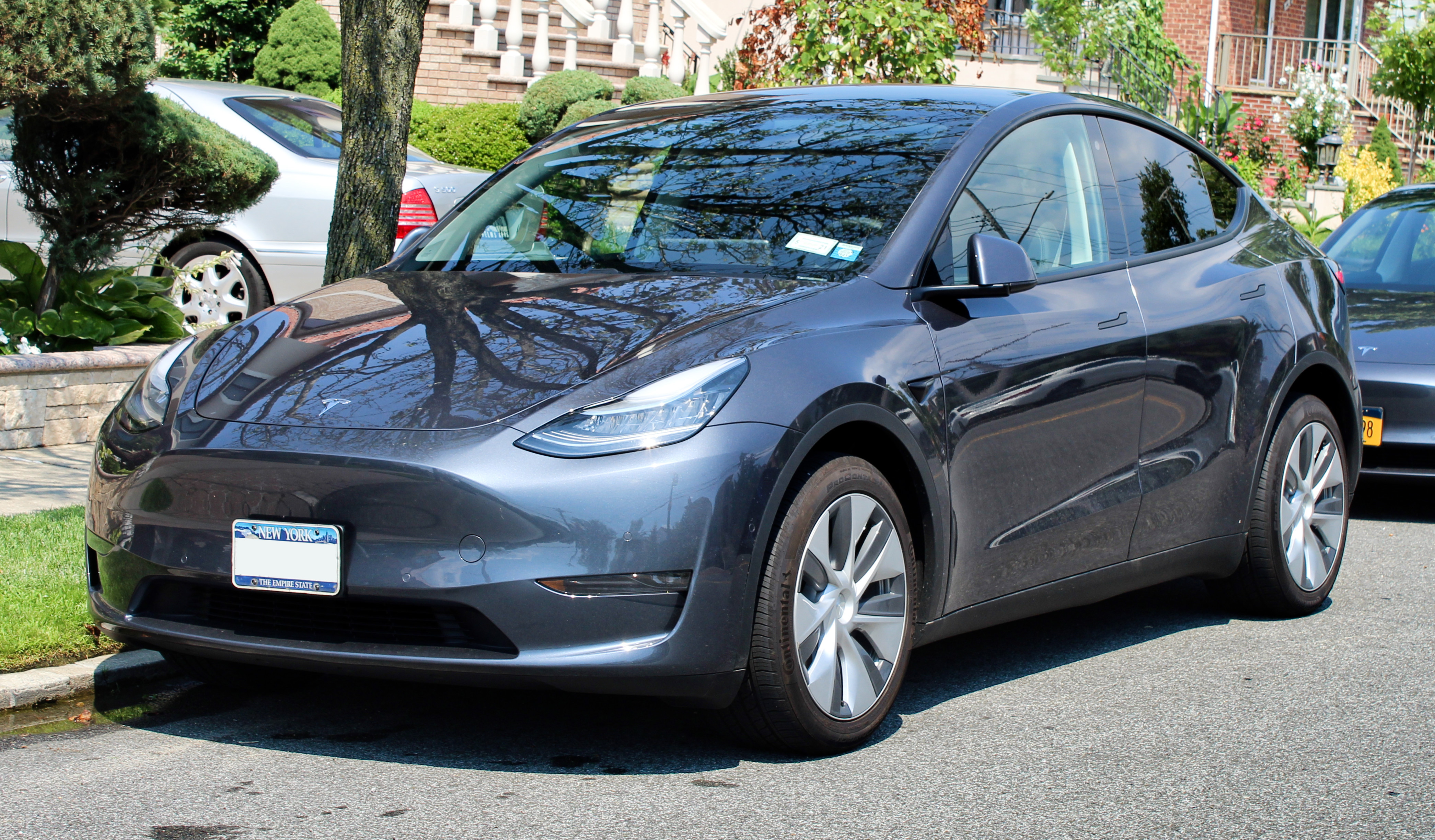
Um Tesla Model Y 2020 estacionado no Queens, Nova Iorque

O Tesla Model Y é um SUV desportivo elétrico produzido pela Tesla. É o segundo SUV da empresa, sendo um pouco menor em relação ao Tesla Model X. Foi apresentado em 14 de março de 2019. As primeiras entregas foram feitas em 13 de março de 2020.

#### Tesla Semi

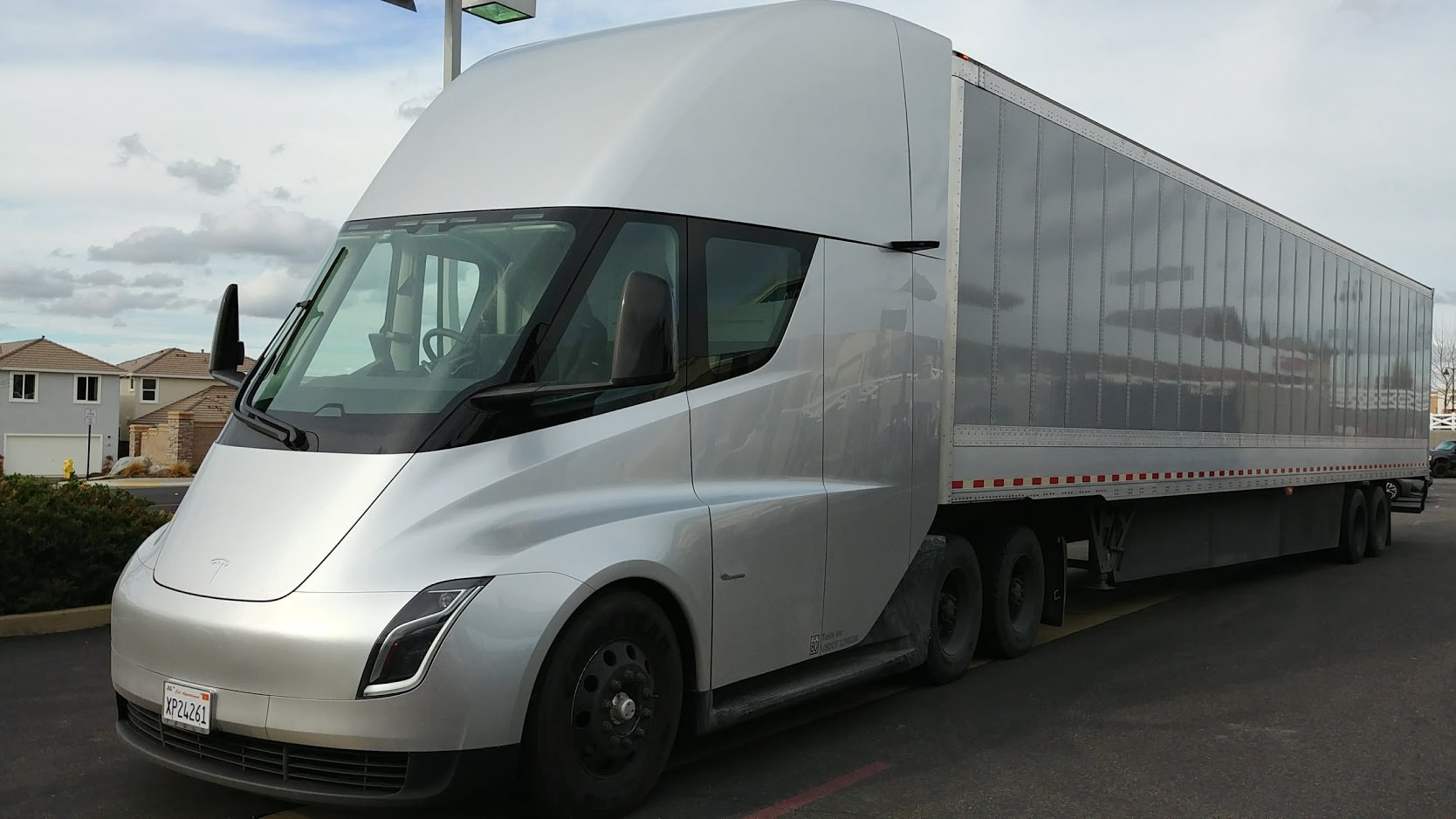
Um Tesla Semi em Rocklin, Califórnia

O Tesla Semi é um caminhão semirreboque Classe 8 totalmente elétrico anunciado em novembro de 2017. Musk confirmou que duas variantes estariam disponíveis: uma com 300 milhas (480 km) e outra com 500 milhas (800 km) de alcance. O Semi será alimentado por quatro motores elétricos independentes do tipo usado no Tesla Model 3 e incluirá um extenso conjunto de sensores de hardware para permitir que ele permaneça em sua própria faixa, a uma distância segura de outros veículos e, posteriormente, quando o software e as condições regulatórias permitirem, fornecer operação autônoma em rodovias. Musk também anunciou que a empresa estaria envolvida na instalação de uma rede global movida a energia solar de Tesla Megachargers para tornar o Semi mais atraente para potenciais clientes de longa distância. Uma carga de 30 minutos forneceria 400 milhas (640 km) de alcance.
Em outubro de 2022, a empresa anunciou que entregaria seu primeiro caminhão semirreboque totalmente elétrico para a PepsiCo em dezembro, naquele que seria o primeiro novo modelo que a empresa daria aos consumidores desde o início de 2020, quando começou a entregar o crossover Modelo Y.

#### Tesla Cybertruck

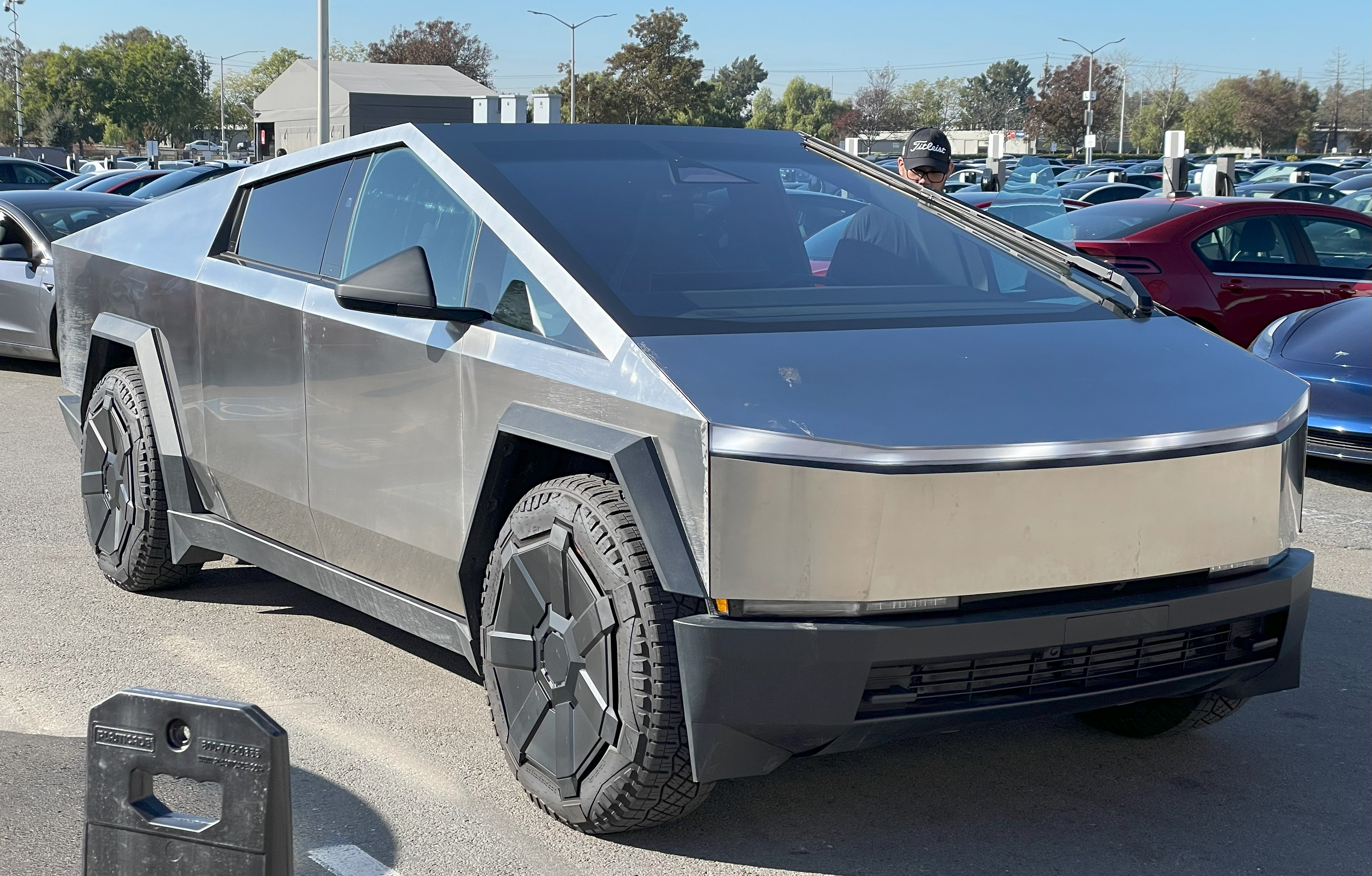
Tesla Cybertruck em Fremont.

O Tesla Cybertruck é uma picape de porte médio e grande com bateria elétrica, construída pela Tesla desde 2023. Introduzido como um carro conceitual em novembro de 2019, possui um design de carroceria reminiscente da modelagem de polígonos baixos, consistindo em painéis planos de aço inoxidável. Apenas está disponível nos Estados Unidos.

### Rede Supercharger

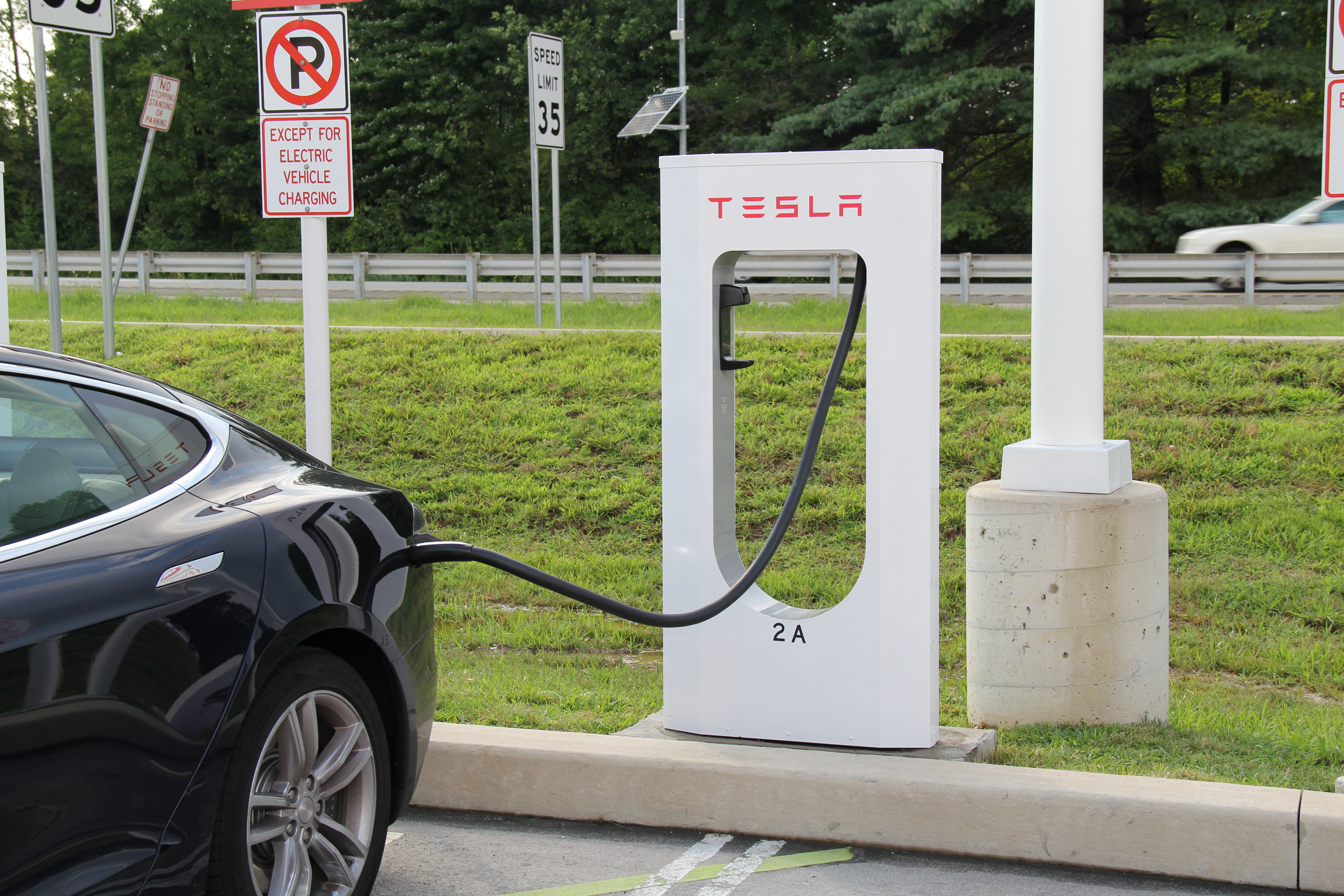
Model S carregando em uma unidade supercharger em Newark, Delaware.

Em 2012, a fim de permitir aos condutores carregar rapidamente seus carros para viagens mais longas, a Tesla começou a construir uma rede de carregamento rápido com 480 volts. A partir de 17 de abril de 2016, havia 616 estações que operam globalmente, com 3 644 carregadores individuais. O Supercharger fornece até 120 kW de potência em corrente contínua (DC), permitindo carregar o Model S 90 kWh totalmente em 75 minutos.

## Produtos de energia
A Tesla Energy, subsidiária da Tesla, desenvolve, constrói, vende e instala sistemas de geração de energia solar e produtos de armazenamento de energia de bateria (bem como produtos e serviços relacionados) para clientes residenciais, comerciais e industriais. A subsidiária foi criada pela fusão da divisão de produtos de armazenamento de energia de bateria existente da Tesla com a SolarCity, uma empresa de energia solar que a Tesla adquiriu em 2016.
Os produtos da Tesla Energy incluem painéis solares, o Tesla Solar Roof (um sistema de telhas solares) e o Tesla Solar Inverter. Os produtos de armazenamento incluem o Powerwall (um dispositivo doméstico de armazenamento de energia) e o Megapack (um sistema de armazenamento de energia em larga escala).

### Powerwall

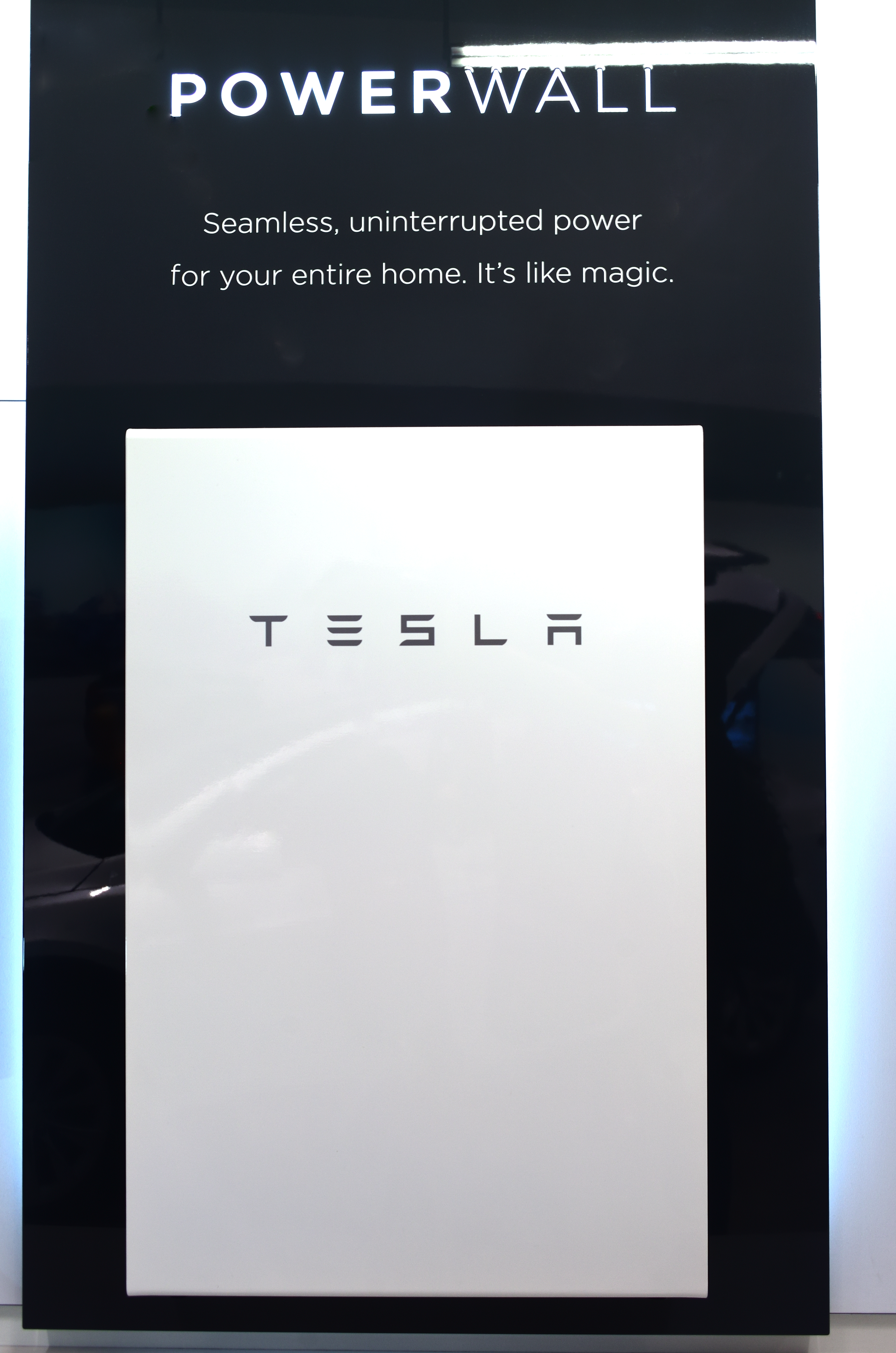
Tesla Powerwall 2

Em abril de 2015 a empresa anunciou a sua bateria Powerwall e os packs industriais de baterias, que obtiveram reservas num valor total de 800 milhões de dólares. A bateria Powerwall vem em ciclos semanais de 10 quilowatts-hora (kWh) e em modelos de ciclos diários de 7 kW/h. As células de energia foram feitas inicialmente pela Panasonic. Passando depois em 2016 a ser feitas na Gigafactory 1 (também conhecida como Giga Nevada).[carece de fontes?]

### Megapack
O Tesla Megapack é um dispositivo de armazenamento de energia com bateria de íon de lítio recarregável em grande escala, destinado ao uso por uma empresa ou concessionária de energia elétrica.

## Produtos de robótica

### Robô Optimus
No dia 19 de agosto de 2021, a Tesla anunciou que está trabalhando no desenvolvimento de um "robô humanoide", o Optimus. Segundo Elon Musk, o objetivo da tecnologia é eliminar trabalhos perigosos, ou maçantes, para humanos. Para andar, ele terá a mesma tecnologia de direção semiautônoma, sem a necessidade de motorista, dos carros da Tesla. O robô vai usar inteligência artificial e terá várias câmeras para poder analisar o terreno e ver obstáculos. Ele poderá chegar a 8 km/h de velocidade, terá 1,73 metros de altura e pesará 57 kg. Além disso, poderá carregar até 20 kg de carga. Em sua cabeça haverá uma tela, como a de um celular ou computador, para transmitir informações. Suas mãos lembrarão as humanas (com 5 dedos), e o Optimus terá 40 atuadores eletromecânicos. Musk garantiu que seu futuro robô será "do bem". De acordo com o bilionário, ele será "amigável" e construído de forma que, em qualquer situação, "você possa fugir dele e desligá-lo". Apesar da expectativa de sua primeira aparição, o Optimus ainda não existe. Durante a apresentação, uma pessoa vestida de robô subiu ao lado de Musk para demonstrar algumas danças, porém, segundo CEO da Tesla, ele terá um protótipo inicial até 2022. Em agosto de 2022, a empresa apresentou um teaser durante reunião com acionistas, é esperado que um protótipo seja apresentado em 30 de setembro de 2022.

## Controvérsias
Ao longo de sua história a empresa foi objeto de diversas críticas e se envolveu em vários processos e controvérsias, referentes a distintos aspectos de sua atuação, tais como violações de direitos trabalhistas, retaliações a ex-funcionários que denunciaram condutas inadequadas da montadora, danos ambientais, poluição, fraudes financeiras e contábeis. Acusações como essas foram feitas tanto por agências reguladoras do governo americano quanto por meios da imprensa como as revistas Bloomberg e Fortune, o jornal Los Angeles Times e o sitio jornalístico Vox. Algumas envolveram ações ou declarações do CEO, Elon Musk. Também se levantaram questionamentos sobre a qualidade dos produtos da empresa, pelos recorrentes recalls e acidentes causados por defeitos técnicos em que veículos Tesla estiveram envolvidos.
Em fevereiro de 2025, um tribunal alemão declarou o Tesla Autopilot defeituoso para utilização normal devido a problemas de travagem fantasma.